# Ramón Malla Call

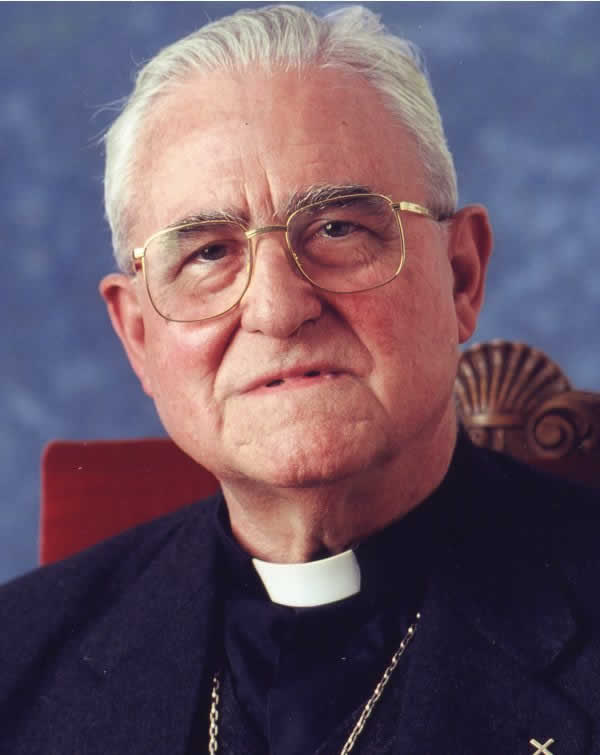
Ramón Malla Call

Ramón Malla Call, auf Katalanisch Ramon Malla i Call (* 4. September 1922 in La Seu d’Urgell; † 18. April 2014 in Lleida), war Bischof von Lleida.

## Leben
Ramón Malla Call besuchte die Seminare in Urgell und Barcelona. Er studierte Theologie an der Päpstlichen Universität von Salamanca und Kirchenrecht an der Päpstlichen Universität Gregoriana in Rom. Er empfing am 19. Dezember 1948 in Salamanca die Priesterweihe.
Von 1949 bis 1967 war er in verschiedenen Pfarr- und Diözesanämtern im Erzbistum Barcelona tätig. In 1967 wurde er von der Diözese Urgell zum Ständigen Vertreter im Fürstentum Andorra berufen sowie zum Generalvikar ernannt.
Papst Paul VI. ernannte ihn am 24. Juli 1968 zum Bischof von Lleida. Der Apostolische Nuntius in Spanien, Luigi Dadaglio, spendete ihm am 27. Oktober 1968 in der Kathedrale von Lleida die Bischofsweihe; Mitkonsekratoren waren Gregorio Modrego y Casaus, emeritierter Erzbischof von Barcelona, und Ramon Iglésias Navarri, Bischof von Urgell.
Nach der Emeritierung Ramon Iglesias Navarris wurde er zum Apostolischen Administrator des Bistums Urgell bestimmt, was er bis zur Ernennung Joan Martí Alanís’ zum Bischof von Urgell 1971 blieb. Am 29. Oktober 1999 nahm Papst Johannes Paul II. seinen altersbedingten Rücktritt an.
Ramón Malla Call war in der spanischen Bischofskonferenz von 1978 bis 1984, Mitglied der Kommission für Mission und Zusammenarbeit der Kirchen (1974–1984), Mitglied der bischöflichen Kommission für die Bischöfe und Ordensoberen (1984–2002), Mitglied des Wirtschafts- und Rechtsrates (1969–1978). Er gehörte dem Wirtschaftsrat von 1978 bis 1993 an und war Leiter der Bischofsrates für Rechtsangelegenheiten von 1993 bis 2002.